# Мафия PayPal
«Мафия PayPal» (англ. PayPal Mafia) — неформальное объединение бывших сотрудников и учредителей компании PayPal, являющихся основателями и собственниками ряда компаний из сфер информационных технологий и финансовых услуг, в частности, Tesla Motors, LinkedIn, Palantir, SpaceX, YouTube, Yelp и Yammer. Шесть членов этой группы — Питер Тиль, Илон Маск, Рид Хоффман, Люк Носек, Кен Хауэри и Макс Левчин — стали миллиардерами.

## История термина
Первоначально PayPal была сервисом денежных переводов, учреждённым компанией Confinity, которая была приобретена компанией X.com в 1999 году. Позднее X.com была переименована в PayPal и куплена eBay в 2002 году. Сотрудники PayPal с трудом адаптировались к корпоративной культуре eBay, и в течение четырёх лет из 50 бывших сотрудников PayPal уволились 38. При этом выходцы из PayPal сохраняли дружеские, а порой и деловые отношения, организуя впоследствии совместные бизнесы. Связи этой группы бывших сотрудников PayPal были настолько тесны, что это дало повод окрестить их в шутку «мафией». Термин «мафия PayPal» получил широкое распространение после появления в 2007 году в журнале Fortune статьи с этими словами в заголовке и фото бывшего сотрудника PayPal в гангстерском наряде.

## Феномен неформального сообщества
«Мафии PayPal» иногда приписывают возрождение популярности интернет-компаний, ориентированных на потребительский рынок, после краха пузыря доткомов 2001 года. Некоторые исследователи сравнивают феномен «мафии PayPal» с созданием в конце 1950-х компании Fairchild Semiconductor «вероломной восьмёркой» — группой молодых научных сотрудников, уволившихся из компании Уильяма Шокли Shockley Semiconductor Laboratory. В частности, журналист Сара Лейси в книге «Once You’re Lucky, Twice You’re Good» отмечает, что свою роль в феномене успеха группы сыграли процесс отбора и техническая подготовка в PayPal, но основным фактором успеха было доверие, которое участники сообщества испытывали друг к другу. По мнению Лейси, свою роль сыграли такие факторы, как молодость и энергичность, разнообразие профессиональных навыков, а также экономическая инфраструктура Кремниевой долины. Основатели PayPal поощряли тесные социальные связи своих сотрудников, многие из которых продолжали действовать и после ухода из PayPal.

## Члены сообщества
Средствами массовой информации отнесены к «мафии PayPal» следующие лица:
- Питер Тиль — основатель и бывший генеральный директор PayPal, его иногда называют «доном мафии PayPal»[5];
- Макс Левчин — основатель и технический директор PayPal, иногда именуемый «консильером (главным советником босса) мафии PayPal»[4][12];
- Джавед Карим — бывший инженер PayPal, ставший одним из основателей YouTube;
- Чад Хёрли — бывший веб-дизайнер PayPal, ставший одним из основателей YouTube[8];
- Илон Маск — владелец X.com, который приобрёл компанию Confinity, впоследствии стал соучредителем компаний Tesla Motors и SpaceX, является руководителем компании SolarCity[3][8][13];
- Рид Хоффман — бывший исполнительный вице-президент PayPal, впоследствии основал LinkedIn и был одним из первых инвесторов в Facebook, Aviary[14], Friendster, Six Apart, Zynga, IronPort, Flickr, Digg, Grockit, Ping.fm, Nanosolar, Care.com, Knewton, Kongregate, Last.fm, Ning и Technorati[3][15][16];
- Скотт Бенистер — бывший технический директор IronPort и член правления PayPal;
- Дэвид Сакс — бывший главный исполнительный директор PayPal, впоследствии основал компании Geni и Yammer[3].
- Рулоф Бота — бывший финансовый директор PayPal, который позже стал партнёром венчурной компании Sequoia Capital;
- Стив Чен — бывший инженер PayPal, который стал одним из основателей YouTube;
- Эрик Джексон — автор книги «Войны PayPal», стал генеральным директором WND Books и соучредителем CapLinked[17];
- Рассел Симмонс — бывший инженер PayPal, стал одним из основателей Yelp;
- Джереми Стопплмен — бывший вице-президент по технологиям PayPal, ставший одним из основателей Yelp[3][3][5][7][18][19];
- Премал Шах — бывший менеджер по продуктам PayPal, стал основателем и президентом Kiva.org[4];
- Кит Ребойс — бывший топ-менеджер PayPal, который позже работал в LinkedIn, Slide, Square, позднее — в Khosla Ventures;
- Дэйв Макклюр — бывший директор по маркетингу PayPal, супер-ангел[неизвестный термин] стартапов[20] и основатель 500 стартапов[21];
- Ишань Вонг — бывший технический руководитель в PayPal, позже работал в Facebook и стал генеральным директором Reddit[22];
- Люк Носек — соучредитель и бывший вице-президент по маркетингу и стратегии PayPal, стал партнером в Founders Fund с Питером Тилем и Кеном Хауэри[23];
- Кен Хауэри — бывший финансовый директор PayPal, который стал партнёром в Founders Fund[24];
- Эндрю Маккормак — соучредитель Valar Ventures[25][26].